# Kongens Nytorv (piazza)

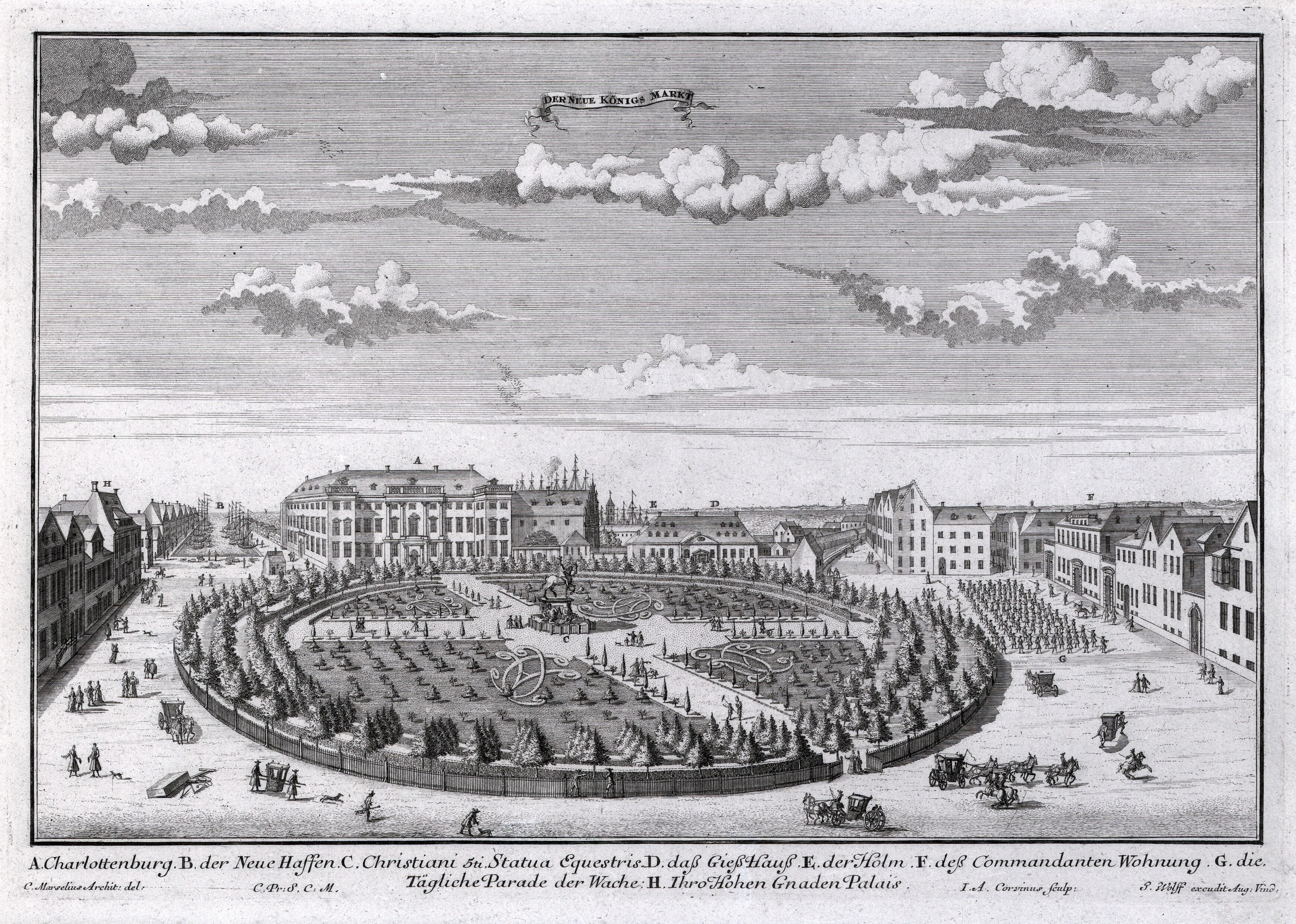
Der Neue Königs Markt. Calcografia dell'inizio del XVIII secolo.

La Kongens Nytorv è la piazza più grande di Copenaghen ed è situata alla fine della Strøget.
Voluta da Cristiano V di Danimarca nel 1670 in connessione con una maggiore estensione della città fortificata, ha anche una sua statua equestre al centro della piazza.
La piazza è spesso usata come luogo di incontro per gli abitanti e come luogo di mostre, specialmente fotografiche.
D'inverno invece viene installata una pista di pattinaggio di 2 200 m².
Inoltre la piazza è un solito luogo di ritrovo per gli studenti appena laureati di tutta l'area di Copenaghen; essi giungono nella piazza in autobus, furgoni e cavalli e lanciano in aria i loro studenterhue per festeggiare la loro laurea.